# 2006년 아시안 게임 소프트볼
2006년 아시안 게임 소프트볼 경기는 2006년 12월 10일부터 12월 14일까지 카타르 도하에서 열렸다. 모든 경기는 알라얀 야구 & 소프트볼 경기장에서 열렸다.

## 메달리스트
| 종목 | 금   | 은            | 동             |
| ---- | ---- | ------------- | -------------- |
| 여자 | 일본 | 중화 타이베이 | 중화인민공화국 |

## 결과
모든 경기 시간은 아라비아 표준시이다 (UTC+03:00)

### 조별 예선
| 대표팀                 | Pld | W | L | RF | RA | Pct   |
| ---------------------- | --- | - | - | -- | -- | ----- |
| 일본                   | 4   | 4 | 0 | 20 | 4  | 1.000 |
| 중화인민공화국         | 4   | 3 | 1 | 17 | 7  | 0.750 |
| 중화 타이베이          | 4   | 2 | 2 | 11 | 8  | 0.500 |
| 조선민주주의인민공화국 | 4   | 1 | 3 | 6  | 14 | 0.250 |
| 대한민국               | 4   | 0 | 4 | 3  | 24 | 0.000 |

| 12월 10일 8시 30분 | 대한민국 | 0–7 | 중화 타이베이 | 도하 알 라얀 야구 & 소프트볼 경기장 심판: 리우저안 (CHN) |
| 12월 10일 8시 30분 |          |     |               | 도하 알 라얀 야구 & 소프트볼 경기장 심판: 리우저안 (CHN) |

| 12월 10일 11시 30분 | 중화인민공화국 | 2–3 | 일본 | 도하 알 라얀 야구 & 소프트볼 경기장 심판: 노엘 부마가트 (PHI) |
| 12월 10일 11시 30분 |                |     |      | 도하 알 라얀 야구 & 소프트볼 경기장 심판: 노엘 부마가트 (PHI) |

| 12월 10일 14시 00분 | 중화 타이베이 | 2–0 | 조선민주주의인민공화국 | 도하 알 라얀 야구 & 소프트볼 경기장 심판: 칭 리샤 (CHN) |
| 12월 10일 14시 00분 |               |     |                        | 도하 알 라얀 야구 & 소프트볼 경기장 심판: 칭 리샤 (CHN) |

| 12월 11일 9시 30분 | 조선민주주의인민공화국 | 1–5 | 중화인민공화국 | 도하 알라얀 야구 & 소프트볼 경기장 심판: 옹 아운 (MAS) |
| 12월 11일 9시 30분 |                        |     |                | 도하 알라얀 야구 & 소프트볼 경기장 심판: 옹 아운 (MAS) |

| 12월 11일 12시 30분 | 일본 | 3–0 | 중화 타이베이 | 도하 알라얀 야구 & 소프트볼 경기장 심판: 조엘 비나라오 (PHI) |
| 12월 11일 12시 30분 |      |     |               | 도하 알라얀 야구 & 소프트볼 경기장 심판: 조엘 비나라오 (PHI) |

| 12월 11일 14:30 | 중화인민공화국 | 5–1 | 대한민국 | 도하 알라얀 야구 & 소프트볼 경기장 심판: Rully Rinaldi Andriyanto (INA) |
| 12월 11일 14:30 |                |     |          | 도하 알라얀 야구 & 소프트볼 경기장 심판: Rully Rinaldi Andriyanto (INA) |

| 12월 12일 8:30 | 대한민국 | 1–8 | 일본 | 도하 알라얀 야구 & 소프트볼 경기장 심판: Liu Juan (CHN) |
| 12월 12일 8:30 |          |     |      | 도하 알라얀 야구 & 소프트볼 경기장 심판: Liu Juan (CHN) |

| 12월 12일 11:00 | 중화 타이베이 | 2–5 | 중화인민공화국 | 도하 알라얀 야구 & 소프트볼 경기장 심판: Toyomatsu Tabinuki (JPN) |
| 12월 12일 11:00 |               |     |                | 도하 알라얀 야구 & 소프트볼 경기장 심판: Toyomatsu Tabinuki (JPN) |

| 12월 12일 14:15 | 일본 | 6–1 | 조선민주주의인민공화국 | 도하 알라얀 야구 & 소프트볼 경기장 심판: Hsu Chan Kun-ying (TPE) |
| 12월 12일 14:15 |      |     |                        | 도하 알라얀 야구 & 소프트볼 경기장 심판: Hsu Chan Kun-ying (TPE) |

| 12월 13일 8:30 | 조선민주주의인민공화국 | 4–1 | 대한민국 | 도하 알라얀 야구 & 소프트볼 경기장 심판: Tanate Kultate (THA) |
| 12월 13일 8:30 |                        |     |          | 도하 알라얀 야구 & 소프트볼 경기장 심판: Tanate Kultate (THA) |

### 토너먼트
|  | 준결승 | 준결승                 | 준결승        |    |   | 3,4위전        | 3,4위전 | 3,4위전 |   |               | 결승 | 결승       | 결승 |
|  |        |                        |               |    |   |                |         |         |   |               |      |            |      |
|  | 1      | 일본                   | 3             |    |   |                |         |         |   |               |      |            |      |
|  | 2      | 중화인민공화국         | 0             |    |   |                |         |         |   |               | 1    | 일본 (F/5) | 7    |
|  |        |                        |               |    | 2 | 중화인민공화국 | 7       |         | 3 | 중화 타이베이 | 0    |            |      |
|  |        | 3                      | 중화 타이베이 | 10 |   |                |         |         |   |               |      |            |      |
|  | 3      | 중화 타이베이          | 2             |    |   |                |         |         |   |               |      |            |      |
|  | 4      | 조선민주주의인민공화국 | 1             |    |   |                |         |         |   |               |      |            |      |

#### 준결승
| 12월 13일 11:30 | 중화인민공화국 | 0–3 | 일본 | 도하 알라얀 야구 & 소프트볼 경기장 심판: Chen Kuo-hwa (TPE) |
| 12월 13일 11:30 |                |     |      | 도하 알라얀 야구 & 소프트볼 경기장 심판: Chen Kuo-hwa (TPE) |

| 12월 13일 14:15 | 중화 타이베이 | 2–1 | 조선민주주의인민공화국 | 도하 알라얀 야구 & 소프트볼 경기장 심판: Haruhi Goto (JPN) |
| 12월 13일 14:15 |               |     |                        | 도하 알라얀 야구 & 소프트볼 경기장 심판: Haruhi Goto (JPN) |

#### 3·4위전
| 12월 14일 8:30 | 중화인민공화국 | 7–10 | 중화 타이베이 | 도하 알랴안 야구 & 소프트볼 경기장 심판: Toyomatsu Tabinuki (JPN) |
| 12월 14일 8:30 |                |      |               | 도하 알랴안 야구 & 소프트볼 경기장 심판: Toyomatsu Tabinuki (JPN) |

#### 결승
| 12월 14일 14:00 | 일본 | 7–0 | 중화 타이베이 | 도하 알라얀 야구 & 소프트볼 경기장 심판: 노엘 부마가트 (PHI) |
| 12월 14일 14:00 |      |     |               | 도하 알라얀 야구 & 소프트볼 경기장 심판: 노엘 부마가트 (PHI) |

## 결승전 순위
| 순위 | 대표팀                 | Pld | W | L |
| ---- | ---------------------- | --- | - | - |
| 1    | 일본                   | 6   | 6 | 0 |
| 2    | 중화 타이베이          | 7   | 4 | 3 |
| 3    | 중화인민공화국         | 6   | 3 | 3 |
| 4    | 조선민주주의인민공화국 | 5   | 1 | 4 |
| 5    | 대한민국               | 4   | 0 | 4 |

## 참조
- 대회 성적
- 공식 웹사이트